# Bloemen-getijdenboek
Het Bloemen-getijdenboek is een verlucht getijdenboek voor het gebruik van Rome. Het boek werd tussen 1520 en 1525 verlucht door Simon Bening en medewerkers. Het wordt nu bewaard in de Bayerische Staatsbibliothek in München als ‘Clm 23637’. Het boek wordt het Bloemen-getijdenboek genoemd omwille van de talloze bloemen in de margeversiering die men op elke tekstbladzijde terugvindt.

## Beschrijving
Het handschrift bestaat uit 219 perkamenten folia van 166 x 115 mm. Het tekstblok meet ca. 92 x 63 mm.De Latijnse tekst is geschreven in een schrift dat ronder is dan de voordien gebruikelijke littera textualis en aanleunt bij het mediterrane schrift van die periode hoewel het nog veel gebroken letters bevat. De tekst werd geschreven in één kolom met 16 lijnen per blad.

## Inhoud
We vinden in het getijdenboek de klassieke inhoud terug:
- ff. 1r-5v: Heiligenkalender
- ff. 8r-9v: Gebed tot het gelaat van Christus
- ff. 10r-15v: Uittreksel uit de vier evangelies
- ff. 30r-36r: Kleine getijden van het Heilig Kruis
- ff. 37r-42r: Kleine getijden van de Heilige Geest
- ff. 43r-47v: Mis voor de Heilige Maagd Maria
- ff. 49r-117v: Mariagetijden
- ff. 119r-126v: Getijdengebeden voor de advent
- ff. 128r-f140r:Boetepsalmen
- ff. 140r-148r: Litanie van alle heiligen
- ff. 149r-190r: Dodenofficie
- ff. 190r-194r: Geloofsbelijdenis van Athanasius
- ff. 194r-198r: Obsecro te
- ff. 198v-201r: O intemerata
- ff. 201r-204v: Gebed voor de lijdende Christus
- ff. 205r-206v: Gebed van paus Gregorius
- ff. 206v-219r: Suffragia

## Verluchting
Het handschrift bevat 16 grote en 26 kleine miniaturen. Daarnaast zijn er een aantal marges die lijken op een volbladminiatuur waarover achteraf een tekstblok is geplaatst. Dergelijke marges zijn gebruikt in de kalender (12 bladzijden) en op zes andere folia bij het begin van een sectie in de tekst.
De versiering van de marges is alleen in de Gent-Brugse stijl op sommige pagina’s met een grote miniatuur die geen echte volbladminiatuur is en op de pagina’s tegenover die met een grote- of volbladminiatuur. Op die recto-pagina’s vinden we steeds een marge hetzij in Gent-Brugse stijl hetzij met een verhalend tafereel erin. 
Alle andere tekstbladzijden zijn versierd met enkele losstaande bloemen, insecten of vogels, waarvan één exemplaar (of een groepje bloemen) in elke marge wordt geschilderd. Het tekstblok is ook niet omkaderd. Op de pagina’s van de suffragia heeft elke bladzijde met een kleine miniatuur, aan de buitenzijde een klassieke Gent-Brugse marge. Binnen-, boven- en onder marge daarentegen zijn versierd met alleenstaande bloemen, vruchten of dieren. Deze manier van verluchten verklaart de naam: we zien enkele bijzonder mooie en grote bloemen op elke bladzijde. Wat de decoratie en de pagina-opmaak betreft is dit getijdenboek een onovertroffen kunstwerk uit die periode. Er zijn slechts een vijftiental getijdenboeken met een dergelijke verluchting gemaakt, waarschijnlijk in Brugge.
De tekst van het getijdenboek is verder versierd met initialen van drie lijnen, twee lijnen of één lijn hoog, in functie van de sectie die ze inleiden. Ook lijnvullers worden frequent gebruikt.

### Kalender
De kalender bevat één blad per maand. Het tekstblok is samengesteld uit twee kolommen met de dagen van de maand. In de linkerkolom wordt bovenaan naast de versierde “KL” de naam van de maand, het aantal zonnedagen en het aantal dagen in de maancyclus opgegeven. Dan volgen de dagen van de eerste maandhelft met het numerus aureus dat toelaat om in een gegeven jaar, de dagen van nieuwe en volle maan te bepalen. Dit was belangrijk voor de berekening van de paasdatum. Daarnaast vindt men de zondagsletter en vervolgens de heilige of het feest van de dag.
In de marge langs de buitenzijde van het folium, is het teken van de dierenriem voor de betrokken periode geschilderd. Voor september gebruikte men de schorpioen en voor oktober de weegschaal.
De versiering van de bladzijde lijkt op een volbladminiatuur waar de tekst van de kalender overgeplaatst werd. We zien taferelen die activiteiten van de maand voorstellen. Het zijn voor enkele maanden niet de gebruikelijke taferelen die men in tientallen andere getijdenboeken kan terugvinden.
- januari: een slederit door de stad
- februari: wandelende mensen en konijnenvangst aan de rand van het bos
- maart: spitten in de tuin
- april: schapen worden naar de weide gebracht en valkenjagers op de achtergrond
- mei: boottochtje van een musicerend gezelschap
- juni: steekspel
- juli: eendenjacht
- augustus: de graanoogst
- september: zaaien en de notenoogst, jachtscène in de achtergrond
- oktober: slachten van de runderen
- november: jachtscène
- december: slachten van het varken

### De grote miniaturen
Hierbij de lijst van de grote miniaturen die, steeds op de versozijde, de belangrijke tekstonderdelen aankondigen, samen met het begin van de tekst gevat in een versierde marge op de recto zijde. Waar de volbladminiatuur is vervangen door een grote miniatuur met bloemenmarge is dit aangegeven in de lijst. De tekst wordt steeds ingeleid met een versierde initiaal van zes lijnen hoog.
- f7v: Zegende Christus met kristallen wereldbol, grote miniatuur met de kruisdraging in de bas de page en profetenbeelden in de linkermarge
- f8r: Gebed tot het gelaat van Christus; met bloemenmarge
- f16v: Christus biddend in de hof van olijven, marge: gevangenneming van Christus
- f17r: Passieverhaal volgens het evangelie van Johannes, met bloemenmarge
- f29v: Christus aan het kruis met Maria en Johannes
- f30r :Getijden van het Heilig Kruis; met bloemenmarge met vier vogels
- f36v: Neerdaling van de Heilige Geest op Maria en de apostelen
- f37r: Getijden van de Heilige Geest; met bloemenmarge met daarin een pauw en twee andere vogels
- f42v: Priester voor het altaar tijdens een misviering
- f43r:Mis voor de Heilige Maagd Maria; met bloemenmarge
- f48v: Annunciatie gesitueerd in een kerk; grote miniatuur met bloemenmarge
  - f49r: Mariagetijden, metten; met bloemenmarge met een vlinder een slak en een rups
  - f69v: Maria bezoekt haar nicht Elisabeth; grote miniatuur met bloemenmarge met daarin een man met een beer, vlinder, vogel en wesp
  - f70r: Mariagetijden, lauden; bloemenmarge met een vlinder en twee aapjes onderaan
  - f82v: De geboorte van Jezus met lofzingende engelen
  - f83r: Mariagetijden, priem; bloemenmarge met twee grote libellen
  - f88v: Aankondiging aan de herders
  - f89r: Mariagetijden, terts; bloemenmarge met twee vogels
  - f93v: Aanbidding der wijzen
  - f94r:Mariagetijden,sext; Marge met jachtscène
  - f98v: De opdracht in de tempel
  - f99r: Mariagetijden, none;  bloemenmarge met drie vogels
  - f103v: De vlucht naar Egypte; grote miniatuur met een marge versierd met parelsnoeren en juwelen
  - f104r: Mariagetijden, vespers; marge: jachtscène
  - f111v: Maria beweent het lichaam van haar dode zoon na de kruisafname
  - f112r: Mariagetijden, completen; met bloemenmarge
  - f118v: Maria in de hemel en gelovigen die tot haar bidden op aarde
  - f119r: Getijdengebeden voor de advent; marge: vechtende ridders te paard
- f127v: Koning David biddend tot God
- f128r: Boetepsalmen; marge: de schaapherder David vecht tegen een leeuw
- f148v: De opwekking van Lazarus
- f149r: Officie van de doden; marge: begrafenisplechtigheid aan de kerk

### Kleine miniaturen
De kleine miniaturen zijn zeven lijnen hoog op een paar uitzonderingen na. Dit is aangegeven in de lijst.
- f10r: Uittreksel uit het evangelie volgens Johannes. Johannes op Patmos
- f11v: Uittreksel uit het evangelie volgens Lucas. Lucas aan zijn lessenaar
- f13r: Uittreksel uit het evangelie volgens Matteüs. Mattheus met een engel
- f14v: Uittreksel uit het evangelie volgens Marcus. Marcus aan zijn lessenaar
- f190r: Geloofsbelijdenis van Athanasius. De H. Athanasius
- f194r: Obsecro te. Madonna met Kind op een maansikkel
- f198v: O intemerata. 8l. Pieta
- f201r: Gebed voor de lijdende Christus. Christus met doornenkroon.
- f205r: Gebed van paus Gregorius. 8l. Gregoriusmis
- f206v: Gebed tot onze bewaarengel. Bewaarengel
- f207r: Gebed tot de aartsengel Michaël. aartsengel Michaël
- f208r: Gebed tot Johannes de Doper. Salome ontvangt het hoofd van Johannes
- f208v: Gebed tot Johannes de evangelist. 7l: Johannes in de kokende olie
- f209r: Gebed tot Petrus en Paulus. Petrus met sleutel en Paulus met zwaard
- f210r: Gebed tot Jakobus de Meerdere. 8l. Jacobus met reisstaf
- f210v: Gebed tot alle apostelen. Een groep apostelen
- f211v: Gebed tot de heilige Sebastiaan.  De heilige Sebastiaan
- f212v: Gebed tot de heilige Christoffel. Christoffel met het Kind Jezus op zijn schouder
- f213r. Gebed tot alle martelaren. Een grote menigte martelaren
- f214r: Gebed tot de heilige Nicolaas. De heilige Nicolaas met de drie kinderen
- f214v: Gebed tot de heilige Antonius van Padua. Antonius met het Kind Jezus op zijn evangelieboek
- f215v: Gebed tot de heilige Franciscus. Franciscus ontvangt de stigmata
- f216r: Gebed tot alle belijders. Een grote menigte belijders in aanbidding voor het Lam Gods
- f217r: Gebed tot de heilige Anna.  Anna ten drieën
- f218r: Gebed tot de heilige Catharina. De heilige Catharina
- f218v: Gebed tot de heilige Barbara. De heilige Barbara

## Miniaturisten
Het getijdenboek werd gemaakt door Simon Bening. Volgens sommigen werd het grotendeels verlucht door assistenten van Bening. Anderen zijn van oordeel dat het grotendeels het werk is van Bening zelf.